# Опсјечко
Опсјечко је насељено мјесто у општини Челинац, Република Српска, БиХ. Према попису становништва из 1991. у насељу је живјело 950 становника.

## Познате личности
- Василије Вадић, епископ сремски

## Саобраћај
Велика вода је 1921. године срушила дрвени мост преко ријеке Врбање који је био значајан за привреду краја и приступ ђака школи. Мост је био познат и као „Ђачки мост“. Нови дрвени мост је изграђен у периоду 1925—1926, а његова изградња је коштала 117.782 динара.

## Становништво
| Националност       | 1991. | 1981. | 1971. | 1961. |
| Срби               | 923   | 868   | 1.157 | 1.142 |
| Муслимани          |       |       | 68    | 6     |
| Југословени        | 12    | 27    |       | 27    |
| Хрвати             | 3     | 1     | 19    | 13    |
| Црногорци          |       |       | 4     |       |
| Македонци          |       |       |       | 1     |
| остали и непознато | 12    | 5     | 19    | 9     |
| Укупно             | 950   | 901   | 1.267 | 1.198 |

| Демографија | Демографија | Демографија |
| Година      | Становника  | Становника  |
| ----------- | ----------- | ----------- |
| 1921.       | 713         |             |
| 1961.       | 1.198       |             |
| 1971.       | 1.267       |             |
| 1981.       | 901         |             |
| 1991.       | 950         |             |